# Скоростной маршрут Санкт-Петербург — Хельсинки
Скоростной маршрут Санкт-Петербург — Хельсинки — система высокоскоростного железнодорожного сообщения между Россией и Финляндией. Длина маршрута — 407 км, время в пути 3 ч 27 мин. Система скоростного сообщения по железнодорожной линии Санкт-Петербург — Хельсинки является первой системой скоростного железнодорожного транспорта, которая связывала Россию с Европейским Союзом. Скорость поездов — до 220 км/ч.

## Общие сведения

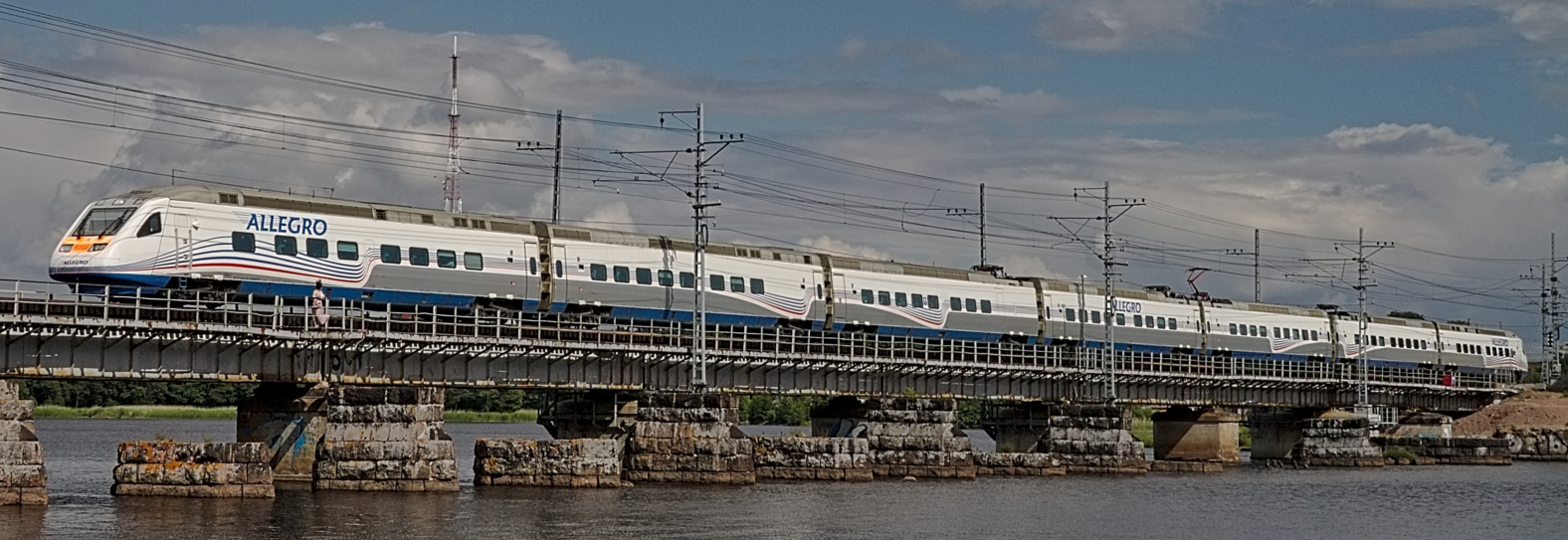
Поезд «Аллегро» в Выборге на Финляндском мосту, перед прибытием на станцию Выборг.

Проект проходит по трассе Финляндской железной дороги, для этого потребовалось выполнить модернизацию ряда станций, прокладку нового пути и отвод грузового железнодорожного транспорта. В качестве подвижного состава в результате конкурса был выбран поезд «Allegro».
Со стороны государства заказчиком строительства выступает Федеральное агентство железнодорожного транспорта. У проекта два основных источника финансирования: 65 % — средства ОАО «РЖД» и 35 % — средства Инвестиционного фонда РФ. Стоимость всего проекта превышает 122 млрд рублей.
В 2006—2009 годах были проведены работы по модернизации инфраструктуры железнодорожной линии Санкт-Петербург — Бусловская под скоростную, всего было модернизировано 157 км железнодорожных путей.
Второй частью проекта является строительство железной дороги Лосево — Каменногорск для переноса грузового движения на направление Ручьи — Петяярви — Лосево — Каменногорск — Выборг. Длина нового участка составляет 65 километров, это двухпутная электрифицированная линия, проходит по территории Приозерского и Выборгского районов Ленинградской области. Вокруг этой части проекта есть ряд споров.

## Хронология
2001 год — достигнута договорённость между Президентом РФ и Президентом Финляндской Республики об организации скоростного движения между Санкт-Петербургом и Хельсинки.
28 марта 2003 год — издано распоряжение МПС «Об организации скоростного движения пассажирских поездов на участке Санкт-Петербург — Бусловская Октябрьской ж.д.».
В ноябре 2010 года электропоезд Allegro совершил первый тестовый рейс Хельсинки — Санкт-Петербург (17 ноября) и обратно (18 ноября).
12 декабря 2010 года открылось регулярное пассажирское сообщение по этому маршруту на поезде «Allegro».
C 18 марта 2020 года в рамках борьбы с пандемией COVID-19 курсирование пассажирских поездов между Россией и Финляндией было приостановлено.
С 12 декабря 2021 года движение поездов частично (781/782, 783/784, 785/786) восстановлено, с учётом эпидемиологических ограничений. В частности, следовать по маршруту могут пока только граждане России и Финляндии.
27 марта 2022 года были выполнены последние рейсы «Аллегро», после чего пассажирское железнодорожное сообщение между Россией и Финляндией было прекращено.